# Attentat du 29 juillet 2018 au Tadjikistan
L'attentat du 29 juillet 2018 au Tadjikistan est un attentat survenu le 29 juillet 2018 lorsque quatre cyclotouristes occidentaux ont été tués alors qu'ils faisaient du vélo dans le district de Danghara (en), au Tadjikistan, et deux autres ont été blessés après que cinq militants islamistes les ont percutés avec une voiture puis sont sortis du véhicule et les ont poignardés.
Les assaillants, dans une vidéo publiée à titre posthume, ont fait allégeance à l'État islamique, mais le gouvernement tadjik a minimisé la responsabilité de l'EI, blâmant plutôt le Parti de la renaissance islamique du Tadjikistan.

## Contexte
Les mouvements terroristes sont connus pour être présents en Asie centrale. L'Afghanistan, avec lequel le Tadjikistan partage une longue frontière, a été touché par des décennies d'attentats meurtriers islamistes. Cependant, les attaques terroristes ont été rares au Tadjikistan, ciblant principalement les agences gouvernementales.
Le pays est populaire auprès des cyclotouristes en raison de ses routes de montagne pittoresques comme la route du Pamir.

## Attaque
Le 29 juillet 2018 vers 15 h 30, alors que sept cyclistes occidentaux pédalaient sur la route Kulob-Douchanbé (A385) à côté du village de Safobakhsh dans le district de Danghara, à environ 100 km au sud de Douchanbé, la capitale du Tadjikistan, 5 assaillants au volant d'une berline Daewoo ont fait demi-tour et les ont percutés avec leur véhicule. Ils sont ensuite sortis de la voiture et les ont poignardés avec des couteaux et une hache. Quatre cyclistes sont morts et deux ont été blessés. Selon Radio Free Europe, les hommes qui cherchaient une cible afin de perpétrer un attentat terroriste ont trouvé les cyclistes "par hasard" sur l'autoroute, leur bailleur de fonds était d'accord avec la cible le 28 juillet et ils les ont ensuite suivis jusqu'à l'attentat.

## Victimes
Quatre cyclotouristes sont morts, Jay Austin et Lauren Geoghegan, originaires des États-Unis, qui faisaient un tour du monde à vélo, René Wokke, un citoyen néerlandais, et Markus Hummel, originaire de Suisse. Un Suisse et un Néerlandais ont été admis à l'hôpital dans un état critique tandis qu'un Français qui avait pris du retard sur le groupe avant l'attaque est resté indemne.

## Suspects
Selon les autorités tadjikes, les auteurs sont cinq ressortissants tadjiks. Hussein Abdusamadov, 33 ans, récemment revenu au Tadjikistan, de Russie, serait le meneur du groupe. Il a été arrêté tôt le 30 juillet. Les quatre autres suspects ont été tués par la police alors que, selon la police, ils résistaient à leur arrestation. Zafarjon Safarov et Asomiddin Majidov, tous deux âgés de 19 ans, deux proches d'Abdusamadov, venaient de rentrer de Russie deux jours avant les attentats. Les deux autres sont Jafariddin Yusupov, 26 ans, et Asliddin Yusupov, 21 ans, deux frères et sœurs. L'aîné aurait été radicalisé par Abdusamadov en Russie et aurait ainsi convaincu son frère de se joindre au complot. Le frère cadet avait servi comme soldat dans l'armée tadjike.
Le groupe de cinq apparaît dans une vidéo publiée à titre posthume par les agences de presse de l'État islamique d'Irak et du Levant dans laquelle ils prêtent allégeance à son calife autoproclamé Abu Bakr al-Baghdadi. Cependant, les autorités tadjikes ont minimisé la responsabilité de l'EI, blâmant plutôt le Parti de la renaissance islamique du Tadjikistan qui a été interdit en 2015. Le procureur général du Tadjikistan considère que l'allégeance de l'EI n'est qu'une couverture.
Le commanditaire de l'attaque semble être un religieux tadjik de 45 ans nommé Nosirhoja Ubaidov et connu sous le nom de Qori Nosir qui a radicalisé Hussein Abdusamadov et lui a demandé de mener une attaque terroriste. Les autorités tadjikes l'ont lié au Parti de la renaissance islamique du Tadjikistan et de l'Iran sans présenter de preuves spécifiques, le Parti de la renaissance islamique du Tadjikistan et l'Iran ont nié tout lien avec l'attaque.
Des experts tadjiks ont remis en question les allégations du gouvernement tadjik, insistant sur le fait que l'attaque a très probablement été perpétrée par des sympathisants de l'État islamique à la base, expliquant qu'accuser le Parti de la renaissance islamique est une opportunité pour les responsables de réprimer les groupes d'opposition tout en minimisant la menace régionale de l'État islamique.
Le 2 mars 2020, le meneur Abdusamadov est décédé en prison. Les causes de sa mort faisaient l'objet d'une enquête.

## Conséquences
Une plaque commémorative a été érigée dans le village de Safobakhsh à côté du site de l'attaque. Les autorités tadjikes ont craint que le meurtre ne ruine les efforts déployés récemment pour promouvoir le tourisme dans le pays. De nombreuses annulations de voyages ont eu lieu après les événements.
Dans certains sites d'actualités et de médias sociaux anglophones, l'idée que le couple américain avait été excessivement naïf pour avoir voyagé au Tadjikistan est apparue. Pourtant, avant l'attaque, l'avis de voyage officiel des États-Unis pour le Tadjikistan était au niveau 1, le plus bas. Il a été élevé au niveau 2 (exercice de prudence accru) au lendemain de l'attaque.